# Heidi Eisterlehner
Heidi Eisterlehner (* 25. Oktober 1949 in Magdeburg; † 15. Mai 2025) war eine deutsche Tennisspielerin.

## Leben und Wirken
Heidi Eisterlehner verlebte ihre Kindheit in der DDR. Später siedelte die Familie in die BRD über und lebte zunächst bei Amberg und später in Nürnberg. Eisterlehner studierte Sozialpädagogik.
Ihren sportlichen Einstieg hatte sie mit 12 Jahren beim 1. FC Nürnberg unter Jan Foldina. Zehn Jahre später begann ihre Profikarriere. Nach 7-jähriger Pause bei den Seniorinnen wurde sie wieder aktive Spielerin des TEC Waldau. Von 2007 bis 2011 war Heidi Eisterlehner in der Tennisabteilung des VfL Pfullingen in der Nachwuchsarbeit tätig.
Heidi Eisterlehner lebte in Sonnenbühl-Genkingen bei Reutlingen.

## Sportliche Erfolge
Sie erreichte im Januar 1976 das Viertelfinale der Australian Open und war 1976 bis 1978 Mitglied der deutschen Fed-Cup Mannschaft.
Heidi Eisterlehner gewann bei den Aktiven ca. 20 nationale und internationale Deutsche Meisterschaften (Einzel, Doppel, Mixed und Mannschaft). 1977 und 1980/81 wurde sie Deutsche Meisterin im Einzel in der Halle, im Doppel u. a. 1976 mit Helga Masthoff, 1978 und 1979 mit Sylvia Hanika und 1980/81 mit Eva Pfaff.
Auch bei den Senioren war sie sehr erfolgreich und gewann unter anderem folgenden Titel:
- ITF Senioren Weltmeisterschaften: Damen-Einzel  50+: 2000
- ITF Senioren Weltmeisterschaften: Damen-Einzel  55+: 2008
- ITF Senioren Weltmeisterschaften: Damen Einzel  65+: 2014, 2015
- ITF Senioren Weltmeisterschaften: Damen Doppel 70+: 2021,
- ITF Senioren Weltmeisterschaften: Damen-Team   50+: 2001, 2002
- ITF Senioren Weltmeisterschaften:  Damen-Team   70+: 2021
- ITF Senioren Welt-Jahres-Endrangliste Nr. 1: Damen-Einzel 50+: 2003, 2004
- ITF Senioren Welt-Jahres-Endrangliste Nr. 1: Damen-Einzel 55+: 2005, 2006, 2007, 2008
- ITF Senioren Welt-Jahres-Endrangliste Nr. 1: Damen-Einzel 60+: 2012, 2013
- ITF Senioren Welt-Jahres-Endrangliste Nr. 1: Damen-Einzel 65+: 2014
- Intern. Europameisterschaften/Freiluft: Damen-Einzel 50+: 2001, 2002, 2003, 2004
- Intern. Europameisterschaften/Freiluft: Damen-Einzel 55+: 2005, 2006, 2007, 2008, 2009, 2010
- Intern. Europameisterschaften/Freiluft: Damen-Einzel 65+: 2014
- Intern. Europameisterschaften/Freiluft: Damen-Doppel 50+ sowie Mixed-Doppel 55+: 2006
- Intern. Europameisterschaften/Halle: Damen-Einzel 50+: 2004, 2005
- Intern. Europameisterschaften/Halle: Damen-Einzel 55+: 2007, 2008
- Intern. Europameisterschaften/Halle: Damen-Einzel 60+: 2009, 2010, 2011, 2012, 2013
- Intern. Europameisterschaften/Halle: Damen-Einzel 65+: 2014, 2015, 2017, 2018
- Intern. Europameisterschaften/Halle: Damen-Einzel 70+: 2019, 2020
- Intern. Europameisterschaften Halle: Triple: Damen-Einzel, Damen-Doppel+Mixed-Doppel: 2008, 2020
- Nat. Europameisterschaften/Freiluft: Damen-Einzel 60+: 2013
- Nat. Europameisterschaften/Freiluft: Damen-Einzel 65+: 2017, 2018
- Nat. Europameisterschaften/Freiluft: Damen-Einzel 70+: 2019
- European Senior Player of the Year: 2000, 2001, 2002, 2004, 2005, 2006, 2007, 2008, 2012, 2013, 2014, 2015, 2019,
- Nat. Deutsche Meisterschaften/Freiluft: Damen-Einzel 50+: 1999, 2000, 2001, 2002, 2003, 2004, 2005, 2006, 2008
- Nat. Deutsche Meisterschaften/Freiluft: Damen-Einzel 55+: 2009,
- Nat. Deutsche Meisterschaften/Freiluft: Damen-Einzel 60+: 2010, 2012, 2013
- Nat. Deutsche Meisterschaften/Freiluft: Damen-Einzel 65+: 2014[3]  2018
- Nat. Deutsche Meisterschaften/Freiluft: Damen-Einzel 70+: 2019
- Nat. Deutsche Meisterschaften/Halle: Damen-Einzel 60+: 2010, 2011, 2012
- Nat. Deutsche Meisterschaften/Halle: Damen-Einzel 65+: 2015, 2017
- Nat. Deutsche Meisterschaften/Halle: Damen-Einzel 70+: 2019, 2020